# 屈地街電車廠

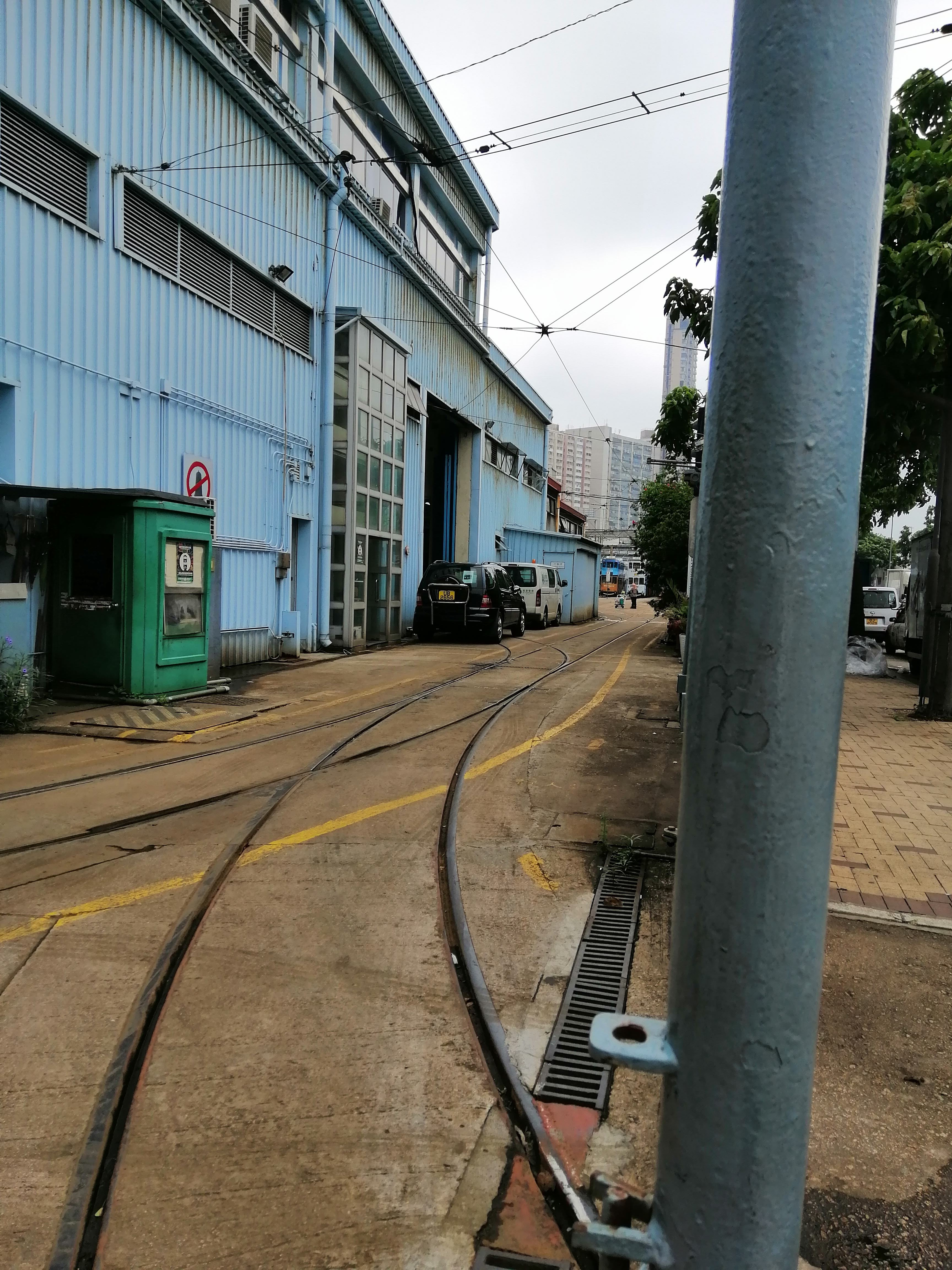
電車廠的豐物道出入口

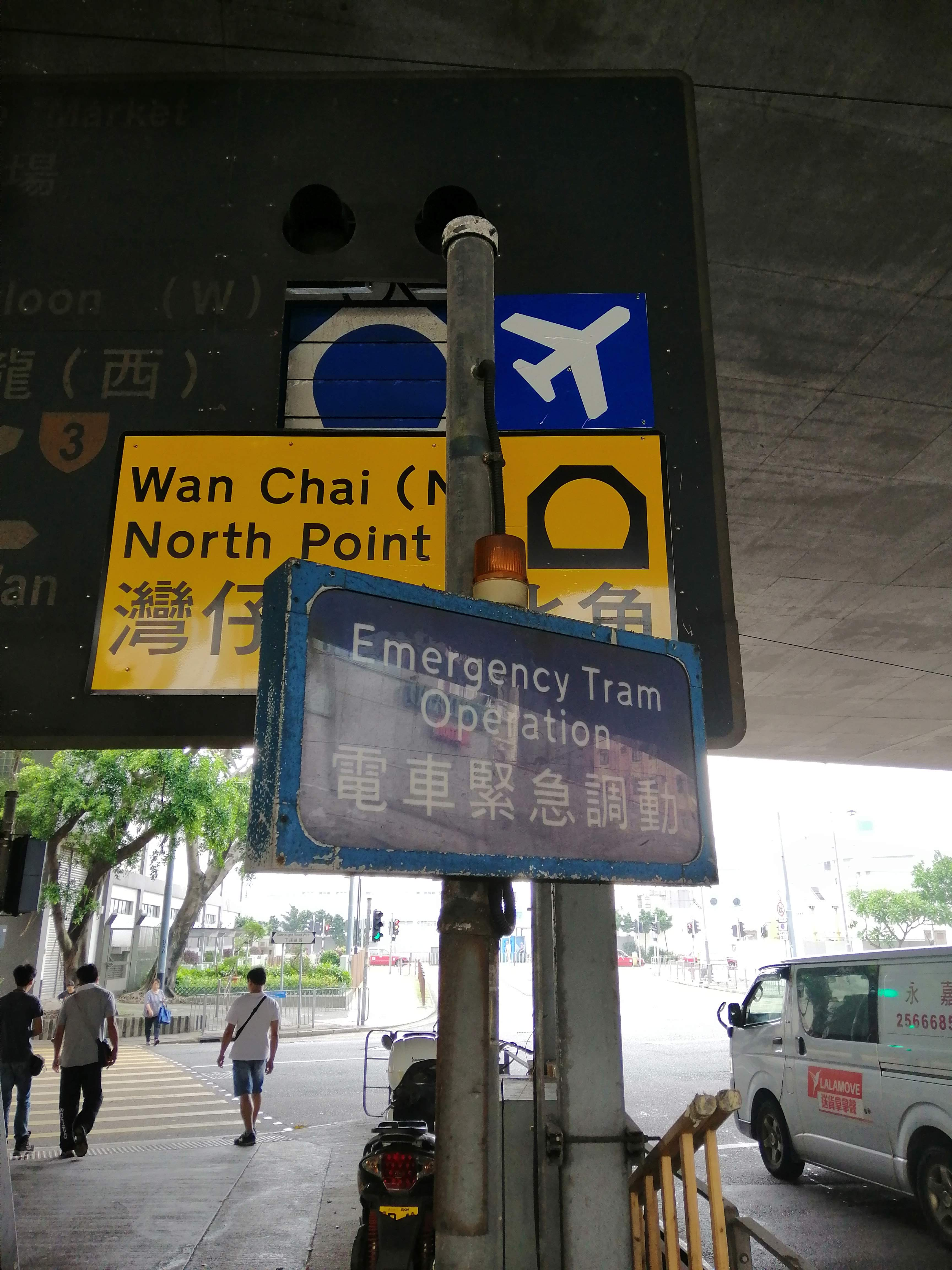
電車廠外的調動提示燈

屈地街車廠（Whitty Street Depot）是香港電車系統的一個主要車廠，位於干諾道西及豐物道之間。主要出入口位於屈地街（石塘咀）總站以西，是一個三角交匯處，另有出口位於東面的朝光街。本車廠在1989年3月30日啟用，與西灣河車廠一起取代霎東街車廠。車廠現為電車的主要行政中心，所有營運、培訓及大型維修工程均在此廠進行。部分西行電車會以「屈地街電車廠」（Whitty Street Depot，編號8）作終點站，在94W站落客後回廠。